# His Busy Day
Pour plus de détails, voir Fiche technique et Distribution.
His Busy Day est un film américain sorti en 1917.

## Fiche technique
- Titre original : His Busy Day
- Production : Mack Sennett
- Société de production : Keystone
- Société de distribution : Keystone
- Pays d'origine :  États-Unis
- Langue originale : anglais
- Format : noir et blanc — 35 mm — 1,37:1 — Film muet
- Genre : Comédie
- Durée : une bobine
- Date de sortie :
  - États-Unis : 21 octobre 1917
- Licence : Domaine public

## Distribution
- Raymond Griffith
- Juanita Hansen
- Nick Cogley